# Pseudostomatella coccinea
Pseudostomatella coccinea är en snäckart som först beskrevs av Arthur Adams 1850.  Pseudostomatella coccinea ingår i släktet Pseudostomatella och familjen pärlemorsnäckor. Inga underarter finns listade i Catalogue of Life.